# Thomas Kibble
Sir Thomas Walter Bannerman Kibble, noto anche come Tom Kibble (Chennai, 23 dicembre 1932 – 2 giugno 2016), è stato un fisico teorico britannico.

## Biografia
È noto principalmente per aver teorizzato nel 1964, assieme a Peter Higgs, Gerald Guralnik e Carl R. Hagen, il meccanismo di Higgs e il bosone di Higgs. Per questo risultato nel 2010 la American Physical Society gli ha assegnato il premio Sakurai per la fisica delle particelle.
Ha ricevuto anche la medaglia Hughes (1981), la Rutherford Medal and Prize (1984) e il premio Dirac (2013). È stato membro della Royal Society. 
Nel 2014 ha ricevuto il titolo di knight bachelor. Nello stesso anno, durante la cerimonia di assegnazione del premio Nobel per la fisica, Peter Higgs ha espresso il suo disappunto per il fatto che Tom Kibble non sia stato incluso nella premiazione assieme a François Englert e a lui stesso.
È stato fino alla scomparsa professore emerito di fisica teorica presso l'Imperial College di Londra.